# Constantine Zuckerman
Constantine Zuckerman (n. 1957) es un judío francés, historiador y catedrático en historia del Imperio bizantino. Estudió en la École pratique des hautes études, en París.
Zuckerman es el autor de numerosos artículos acerca del Imperio bizantino, de los godos, del antiguo estado Rus de Kiev, y de los jázaros, entre otros pueblos. En "La edad de la conversión de los jázaros al judaísmo y la cronología de los reyes del Rus Olga e Ígor de Kiev", Zuckerman usó documentos jázaros (la carta de Kiev, correspondencia jázara y la carta Schechter) para hablar sobre la cuestión de las fechas que se atribuyen tradicionalmente a la historia de los líderes del antiguo Rus de Kiev. En el mismo artículo afirma que los jázaros se convirtieron al judaísmo en el 861, durante la visita de San Cirilo.
- Datos: Q5163857